# Зелений Гай (Карпівська сільська громада)
Зелений Гай — село в Україні, в Криворізькому районі Дніпропетровської області. Входить до складу Карпівської сільської громади.
До 2017 року орган місцевого самоврядування — Миколаївська селищна рада. Населення — 237 мешканців.

## Географія
Село Зелений Гай знаходиться на відстані 1,5 км від села Зелений Став та за 2 км від села Вишневе. По селу протікає пересихаючий струмок з загатою.

## Археологія
Кургани на околиці села Зелений Гай досліджені 1999 року експедицією ДНУ. В могилі № 26 п'ятеро похованих покладено простягнутими у ряд, головами на північ. Шосте жіноче — поховання здійснено зігнуте на спині у західній орієнтації, у ногах похованих «у ряд». 
В похованні в скупченні вохри на дні могили знаходилося шість антропоморфних статуеток серезліївського типу.

## Населення

### Мова
Розподіл населення за рідною мовою за даними перепису 2001 року:
| Мова       | Кількість | Відсоток |
| ---------- | --------- | -------- |
| українська | 230       | 97.05%   |
| російська  | 7         | 2.95%    |
| Усього     | 237       | 100%     |

## Інтернет-посилання
- Погода в селі Вишневе [Архівовано 20 грудня 2011 у Wayback Machine.]

1. ↑  Рідні мови в об'єднаних територіальних громадах України — Український центр суспільних даних